# Schottische Badmintonmeisterschaft 1951
Die Schottische Badmintonmeisterschaft 1951 fand in Glasgow statt. Es war die 30. Austragung der nationalen Meisterschaften von Schottland im Badminton.	

## Titelträger
| Disziplin    | Sieger                       |
| ------------ | ---------------------------- |
| Herreneinzel | Alastair Russell             |
| Dameneinzel  | Nancy Horner                 |
| Herrendoppel | W. M. Williams J. Stevenson  |
| Damendoppel  | Nancy Horner J. H. MacGregor |
| Mixed        | James C. Mackay Nancy Horner |